# Поду Кошнеј (Сучава)
Поду Кошнеј (рум. Podu Coșnei) насеље је у Румунији у округу Сучава у општини Кошна. Oпштина се налази на надморској висини од 845 m.

## Становништво
Према подацима из 2002. године у насељу је живело 429 становника, од којих су сви румунске националности.